# Live at Vallhall - Homecoming Grimstad Benefit Concert
Live at Vallhall – Homecoming Grimstad Benefit Concert è il primo album live degli a-ha, pubblicato nel 2002
È stato registrato il 24 marzo 2001 alla Vallhall Arena di Valle-Hovin nelle vicinanze di Oslo ed è disponibile sia su CD audio che su DVD.

## Tracce

### DVD
1. Minor Earth Major Sky
2. The Sun Never Shone That Day
3. Little Black Heart
4. I've Been Losing You
5. Manhattan Skyline
6. Thought That It Was You
7. I Wish I Cared
8. Cry Wolf
9. Mary Ellen makes the moment count
10. Stay On These Roads
11. Early Morning
12. You'll Never Get Over Me
13. Velvet
14. The Sun Always Shines On TV
15. The Living Daylights
16. Hunting High and Low
17. Summer Moved On
18. Crying in the Rain
19. Take On Me

### CD Bonus - Live at Grimstad
1. Stay On These Roads
2. Early Morning
3. You'll Never Get Over Me
4. Summer Moved On
5. The Living Daylights (live a Vallhall, Oslo 25 March 2001)
6. Angel in the snow (live a Vallhall Oslo, 24 March 2001)